# High Springs
High Springs est une ville américaine située dans le comté d'Alachua en Floride.
La ville doit son nom à une ancienne source située sur l'une de ses collines. High springs signifie « hautes sources » en français.

## Démographie
| 1900  | 1910  | 1920  | 1930  | 1940  | 1950  |
| ----- | ----- | ----- | ----- | ----- | ----- |
| 1 562 | 1 468 | 1 719 | 1 864 | 2 010 | 2 088 |

| 1960  | 1970  | 1980  | 1990  | 2000  | 2010  |
| ----- | ----- | ----- | ----- | ----- | ----- |
| 2 329 | 2 787 | 2 491 | 3 144 | 3 863 | 5 350 |

Selon le recensement de 2010, High Springs compte 5 350 habitants. La municipalité s'étend sur 22,03 milles carrés (57,06 km2), dont 21,95 milles carrés (56,85 km2) de terres.